# Maderas de Oriente
Maderas de Oriente fue un agua de colonia fabricada por la empresa Myrurgia desde 1918. La empresa, propiedad del artista y empresario Esteve Monegal, destacó por el buen gusto y diseño de sus productos, como es el caso del envase de la colonia Maderas de Oriente, ideado por el propio Monegal con diseño gráfico de Eduard Jener y que con el tiempo se ha convertido en una todo un icono del art déco. Está considerado una pieza de museo y ejemplares del frasco forman parte de la colección permanente del Museo de las Artes Decorativas, del Disseny Hub Barcelona, y del Museo Nacional de Arte de Cataluña La empresa hizo otros diseños de perfumes de referencia como el perfume Alado o Suspiro de Granada.

## Historia
Myrurgia, industria de perfumes barcelonesa dirigida por Esteve Monegal, creó en 1918, influida por el orientalismo que el mundo de la moda y los perfumes imponían a principios del siglo XX, la esencia Maderas de Oriente. Pero el éxito y el prestigio que alcanzó más tarde la casa Myrurgia proceden más bien del nuevo frasco de Maderas de Oriente concebido en 1929 por el mismo Esteve Monegal y con diseño gráfico de Eduard Jener.
El nuevo diseño es un claro exponente del estilo art déco, que se impuso a partir de la Exposición de Artes decorativas celebrada en París en 1925 y donde, de hecho, Myrurgia obtuvo la Medalla de Oro por la Colonia 1916, que evocaba el año de fundación de la empresa.

## Frasco
Este frasco de Maderas de Oriente es una de las mejores creaciones de la marca. La silueta escalonada de la botella y el tapón responde al estilo característico del arte déco. Por otra parte, a diferencia de los que existían en aquel momento, el frasco, es alto y plano, y lleva el nombre de la empresa estampado en relieve en la base.
En cambio, la etiqueta que fue diseñada por Eduard Jener, en colaboración con su padre Eduard Jener Casellas, y la estilizada silueta que se inspira en el mismo frasco, retoma las evocaciones orientalistas. Además la combinación de colores dorado, negro, azul y ocre, al tiempo que realza el producto, imprime el sello de distinción que tanto caracterizó Myrurgia.
La nueva presentación de la línea Maderas de Oriente, no obtuvo muy buena acogida en el mercado de América Latina, lo que obligó a colocar en él otra etiqueta, de tema orientalista pero de líneas menos modernas. La difusión del producto contó con anuncios publicitarios, donde se recuperaba el dibujo de rasgos simples y airosos creado por Eduard Jener, con eslóganes en cuya redacción había intervenido el propio Monegal.

## Presencia en Museos
El frasco está considerado una pieza de coleccionismo y está presente en varios fondos museísticos, entre los que destacan el Museo de las Artes Decorativas, que forma parte del Disseny Hub Barcelona, 
y el MNAC. Incluso aparece como pregunta en algunas pruebas de acceso a la universidad.